# Саамская музыка

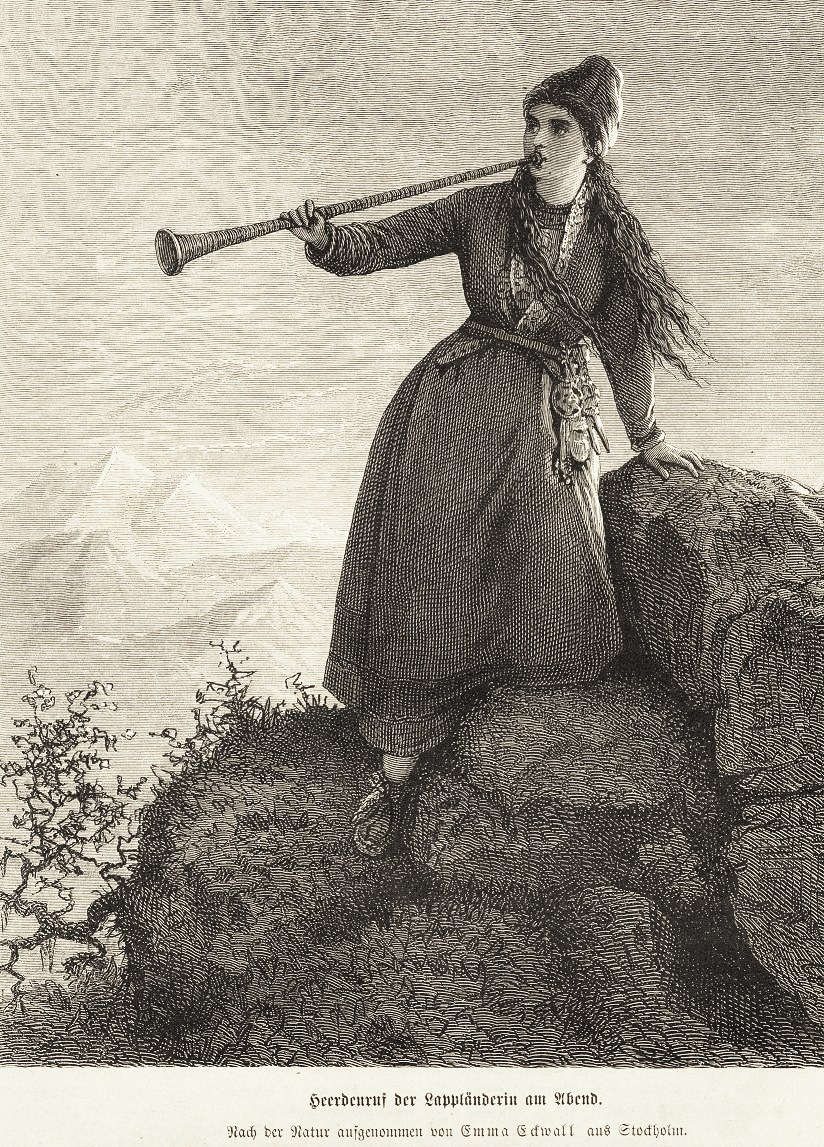
Северносаамская женщина, играющая на лур-горне вечером. Гравюра середины XIX века Эммы Эдвалль

Саамская музыка — одна из древнейших музыкальных культур народов Севера. Народная музыка саамов Кольского полуострова представлена преимущественно произведениями песенного творчества. Самобытные музыкальные инструменты, вероятнее всего, утеряны. Имеются, однако, сведения о наличии у кольских саамов в XVII веке бубна и однострунного смычкового инструмента, обнаруженного в XX веке И. А. Богдановым.
Характерной чертой саамских народных песен служит наличие в них лейтмотивов, о чём писали Т. Лехтисало и К. Тирен. Лейтмотивы чётко соотносятся с появлением в тексте песен определённых слов, которые составляют параллельную разговорному языку лексику музыкального языка саамов. Лейтмотивы — это музыкальные символы-рисунки гор, рек, озёр и др. К ним же относятся темы тундры, бега оленей, оленей-быков, человека, ловли рыбы и др.
Саамские народные песни исполняются обычно в очень быстром темпе, в котором ярко выражена стихия движения — бег оленей, колебание волн или движение иглы в руках шьющего. Певцы прекрасно владеют приёмами подражания в музыке голосам птиц, людей, о которых сочиняют свои песни. О феноменальной памяти певцов-саамов писал финский учёный Армас Лаунис, отмечавший, что саамские певцы сохраняют в памяти от 50 до 250 мелодий, как своих, так и из отдалённых мест.

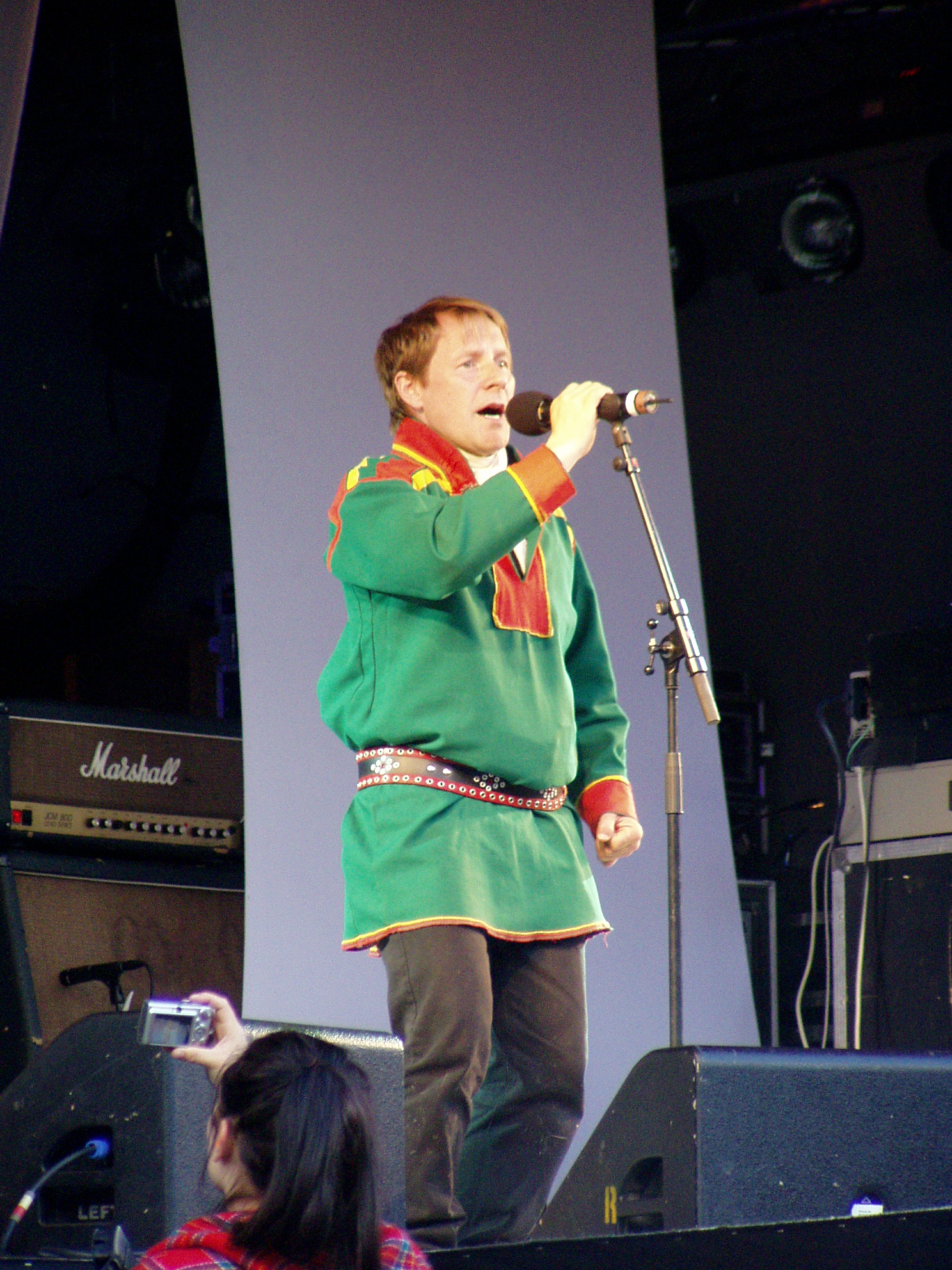
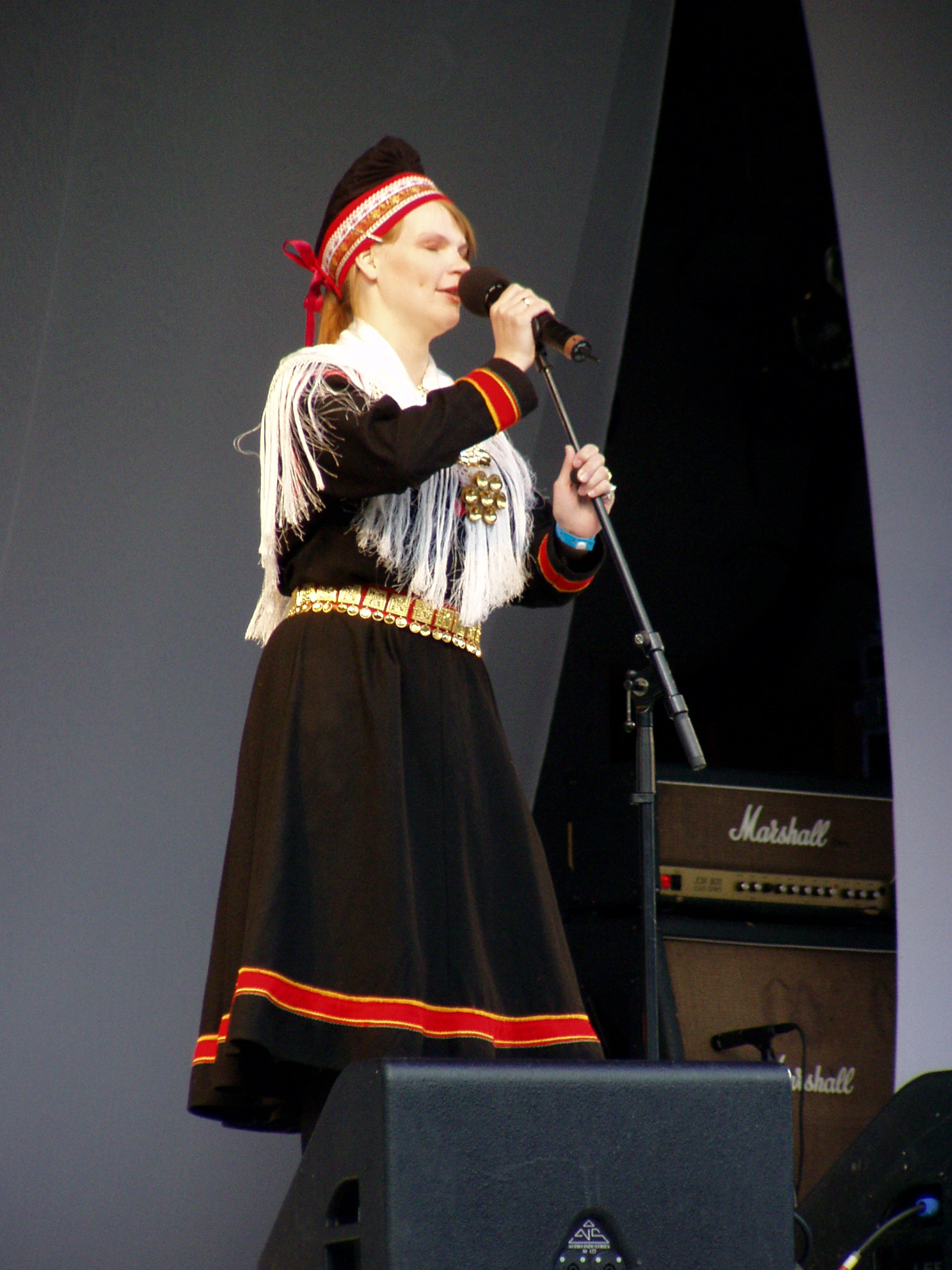
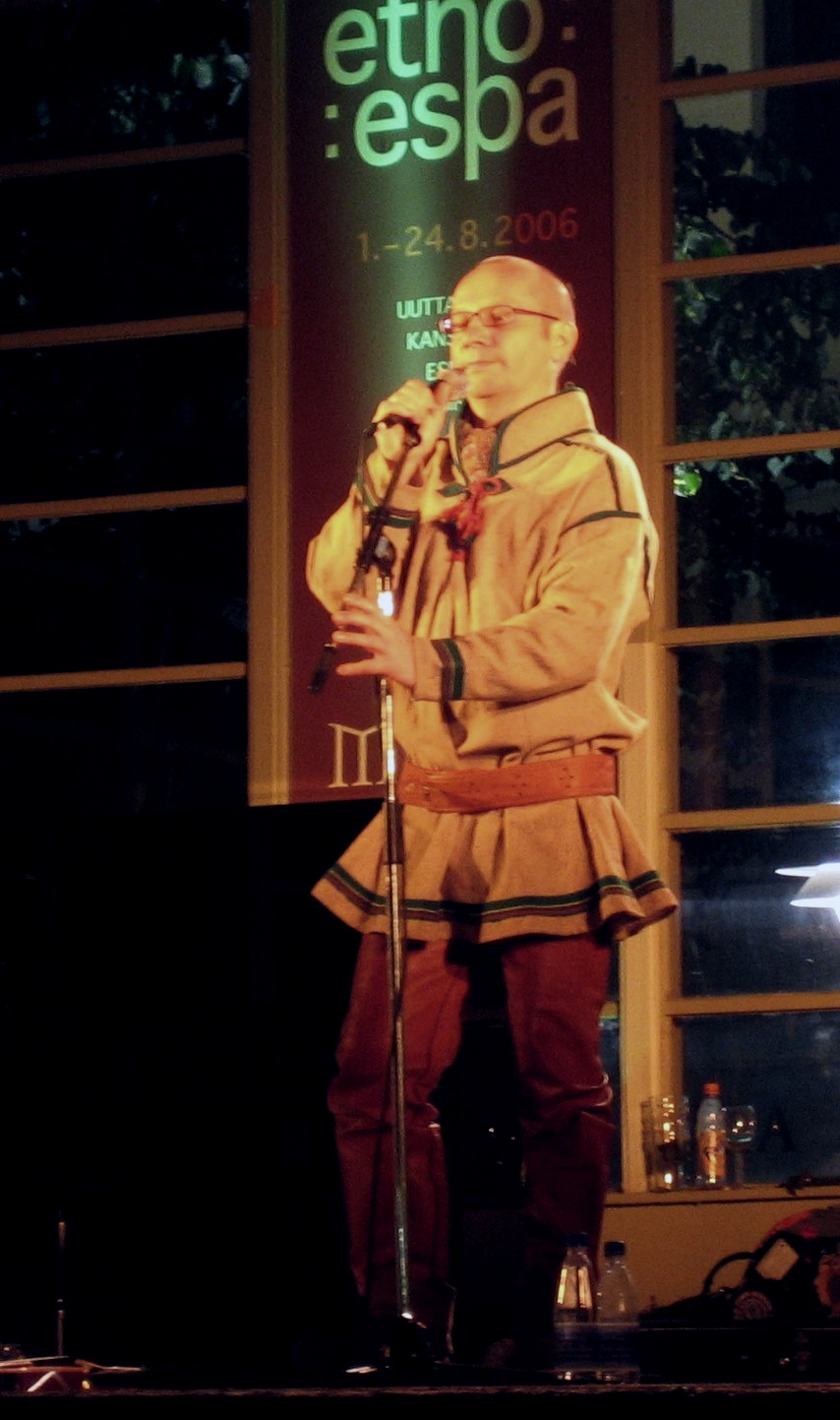
Вимме
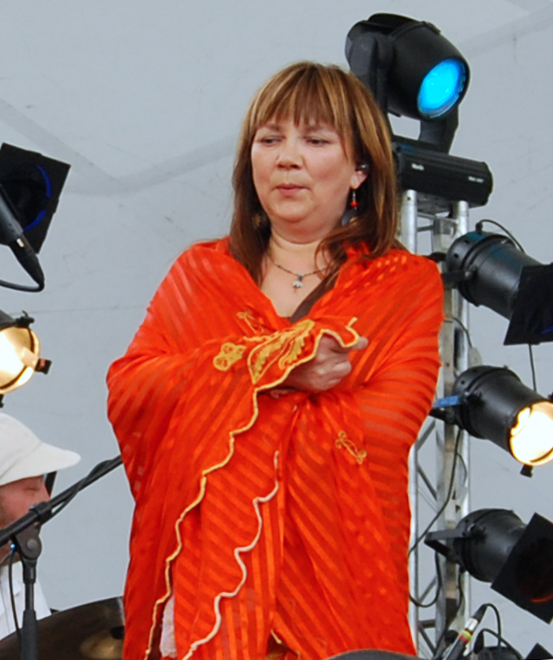
Мари Бойне

## Оценки
«Музыка саамов заслуживает особого внимания, так как содержит элементы, принесённые с их первоначальной родины»
— Э. Эмсхаймер. 1947.

«Лопарь любит петь и поёт почти всегда, где только ему не мешает работа или суеверный страх перед божеством. Но при рыбной ловле, при охоте, при домашней работе, в ке́горах, во время своих путешествий он любит петь и поёт»
— Н. Н. Харузин. 1890. с.375

«Лопарка, сидевшая против меня за вёслами, запела, сначала тихо, про себя, а потом и громче… Звуки были чрезвычайно оригинальные. Гортанные, тихие, но в высшей степени монотонные, они не лишены были своеобразной прелести»
— В. И. Немирович-Данченко. 1887. с.197